# Cruiser Mk II
Il Cruiser Mk II (A10) è stato un carro armato incrociatore britannico sviluppato nella seconda metà degli anni trenta, versione potenziata del Cruiser Mk I.

## Storia

### Sviluppo e caratteristiche
Nel settembre 1934, tre mesi dopo che avevano avuto inizio i lavori sull'Mk I, il War Office contattò la Vickers-Armstrongs richiedendo una versione più pesante del carro ("heavy cruiser"), che potesse operare in supporto alla fanteria senza soverchie difficoltà. Il progetto disegnato da Sir John Carden fu chiamato A10 e presentava un'impostazione più classica: le torrette ausiliarie frontali erano state rimosse, cosa che permise una maggiore e più uniforme inclinazione della piastra frontale e lo stivaggio di un maggior numero di munizioni. La debole corazzatura di 14 millimetri massimi fu aumentata a 30 mm mediante l'aggiunta di lamiere supplementari allo scafo anteriore, assicurate con rivetti; la torretta fu anch'essa meglio protetta: infatti fronte e retro erano spessi 30 mm, i lati 26. L'armamento si basava su un cannone da 40 mm L/52 semiautomatico in torretta, che ruotava grazie a un sistema idraulico oppure, in caso di guasto, manuale. La difesa ravvicinata era garantita da una mitragliatrice Besa da 7,92 mm coassiale; in seguito, però, una seconda Besa fu piazzata in casamatta, aumentando drasticamente la verticalità delle protezioni anteriori.
Il treno di rotolamento era composto per lato da due carrelli, ognuno dei quali contava tre ruote portanti; i carrelli erano vincolati a molle elicoidali rinforzate da ammortizzatori idraulici del tipo "Newton". La ruota motrice posteriore e quella di rinvio anteriore erano entrambe doppie, i rulli di rinvio erano tre; i cingoli erano spessi 267 mm (è riportato anche 355,60 mm) e presentavano una guida a dente singolo esterna. L'apparato motore consisteva in un AEC Type 179 da 6 cilindri ed erogante 150 hp, accoppiato ad un cambio con 5 marce avanti e una retromarcia: la velocità massima sfiorava i 26 km/h a causa dell'aumento di peso, al quale non era corrisposto un potenziamento del motore.
L'equipaggio era di cinque elementi: il capocarro sedeva nella torretta assieme al caricatore e al cannoniere, il quale brandeggiava l'alzo del pezzo con un apposito calcio che appoggiava sulla spalla; nello scafo trovavano posto il pilota, a sinistra, e il mitragliere a destra, addetto anche all'utilizzo di una radio Wireless set No. 9.

### Produzione
Il primo prototipo (A10E1) apparve nel 1936, seguito da un secondo modello sperimentale costruito in acciaio dolce e consegnato nel luglio 1937. A questo punto però i vertici militari deprecarono le protezioni relativamente sottili e la pochezza del cannone nel ruolo di appoggio fanteria; ciononostante durante il 1938 essi rividero le loro posizioni e richiesero 75 carri Cruiser Mk II, poi un secondo lotto di 100 unità. L'appalto andò a diverse aziende che si suddivisero la produzione del mezzo: la Vickers-Armstrongs ne costruì 10, la Metropolitan Cammell 45 e la Birmingham Railway Carriage and Wagon Company 120. All'inizio del ciclo produttivo i primi 13 mezzi vennero equipaggiati, oltre al cannone Ordnance QF 2 lb da 40 mm, da una mitragliatrice Besa da 7,92 mm ed una mitragliatrice Vickers da 7,7 mm, ricevendo la denominazione di A10 Mk I; i modelli successivi, dotati di un nuovo supporto per la mitragliatrice Besa coassiale e armamento standard, furono indicati invece come A10 Mk IA. Nel settembre 1940 la catena di montaggio fu definitivamente chiusa per la decisione del War Office di concentrarsi sul Cruiser Mk III, provvisto di sospensioni tipo Christie.
Un'altra fonte riporta invece i seguenti dati, che per altro danno un totale di 220 veicoli costruiti anche durante il 1941:
- Vickers-Armstrongs: 10 esemplari;
- Birmingham Railway, Carriage Co., Metropolitan Cammell: 45 ciascuna;
- Birmingham Railway Carriage and Wagon Company: 75.

È anche affermato che il complesso di carri prodotti sia pari a 125, terminati nel periodo 1937-1938.

### Impiego
Le prime consegne dei Cruiser Mk II all'esercito avvennero durante dicembre 1939.

Tra i 158 carri armati Cruiser dispiegati in Francia con il BEF, 31 erano Mk II, in organico alla 1ª divisione corazzata. Sbarcata a Cherbourg e Calais, la formazione combatté lungo il corso della Somme: fu proprio durante il suo battesimo del fuoco che l'Mk II dimostrò di avere un motore sottopotenziato ed inaffidabile, mentre i cingoli tendevano a uscire dal posto o a rompersi, richiedendo in tal caso una manutenzione eccessiva e complessa.

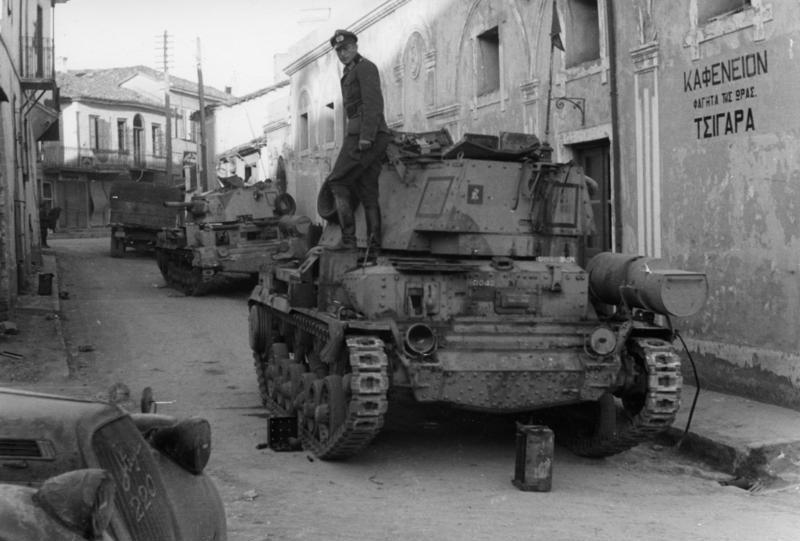
Due Cruiser A10 abbandonati in Grecia e catturati dalle forze tedesche

Dopo questo debutto poco brillante, nel settembre 1940 diversi mezzi di tutti e tre i modelli furono inviati in Egitto, nei ranghi della 2ª e 7ª divisioni corazzate, tanto che ognuno dei 4 reggimenti blindati componenti la singola divisione contava almeno uno squadrone basato esclusivamente su carri incrociatori. Fu prevista l'aggiunta di filtri antisabbia doppi ma presto la proposta decadde per la sorprendente affidabilità che gli A9 e gli A10 esternarono nel pur aspro ambiente desertico. La prima azione in terra d'Africa cui l'Mk II partecipò fu la ricattura del forte di Gallabat, al confine con l'Africa Orientale Italiana (AOI) e occupata nell'estate dagli italiani: l'operazione britannica si svolse a novembre ma tutti i 5 Mk II schierati soffrirono rotture dei cingoli sul terreno roccioso.
Un certo numero di A10 partecipò alla battaglia di Sidi Barrani, iniziata un mese dopo in Egitto: in quest'occasione i blindati operarono sul fianco sud del fronte italiano, impedendo l'arrivo di rinforzi e agevolando coì l'assalto frontale condotto dai Matilda. Più diretto fu il loro utilizzo tra gennaio e febbraio 1941, quando i Cruiser A9 e 10 si gettarono nel deserto tagliando la ritirata alle truppe regie presso Beda Fomm. Sessanta Mk II inquadrati nella 1ª e 2ª brigate corazzate sbarcarono in Grecia nella primavera 1941, per portarle aiuto contro l'attacco concentrico delle forze dell'Asse, ma quasi tutti andarono persi in battaglia o soprattutto per guasti tecnici.
A seguito della controffensiva italo-tedesca in Libia guidata da Rommel i britannici pianificarono di soccorrere Tobruk, che resisteva all'assedio postole in primavera: all'operazione Battleaxe del giugno 1941 presero parte due squadroni misti di Cruiser Mk I e II, in forza al 2º reggimento corazzato, 7ª brigata della 7ª divisione blindata, assumendo comunque un ruolo marginale, così come avvenne durante l'Operazione Crusader (scattata a novembre), durante la quale combatterono solo 26 Mk II riuniti nel 7º Ussari; alla fine della battaglia gli A10 furono ritirati dalla prima linea.

## Derivati
Dall'Mk II fu estrapolata una versione gettaponti, con una passerella a forbice capace di sostenere un peso di 24 tonnellate e dalla lunghezza di 9,1 metri circa: il prototipo fu subito apprezzato ma gli sforzi in questo campo furono diretti al riutilizzo del Mk V Covenanter. Altri 26 carri (oppure 30) ebbero il cannone da 40 mm sostituito da un obice QF 3.7 inch L/15 da 94 mm sempre in torretta: il modello fu denominato Cruiser Mk II A10 CS e impiegato per il supporto ravvicinato alle truppe ("close support").